# Nils Poppe
Nils Poppe (født 31. maj 1908, død 28. juni 2000) var en svensk komiker, skuespiller og teaterdirektør.

## Udvalgt filmografi
- Adolf den stærke (1937, ukrediteret)
- Send mig nr. 7! (1937)
- Adolf i røg og flammer (1939)
- Spøgelser til salg (1939)
- Melodien fra den gamle by (1939)
- Glade gutter i trøjen (1940)
- Som en tyv om natten (1940)
- Muntre akrobater (1940)
- Kvindehaderen (1942)
- Spøg og spøgeri (1943)
- Marinens drenge (1945)
- Stakkels lille Sven (1947)
- Poppe på sjov (1949)
- Mig og min pige (1949)
- Toldere og syndere (1951)
- Poppe som detektiv (1953)
- Dum Bom - en skør borgmester (1953)
- Det syvende segl (1957)
- Djævelens øje (1960)